# Császár (Ungarn)
Császár (deutsch: Kaiser) ist eine ungarische Gemeinde im Kreis Kisbér im Komitat Komárom-Esztergom.

## Geografische Lage
Császár liegt 21,5 Kilometer südwestlich des Komitatssitzes Tatabánya und 8 Kilometer östlich der Kreisstadt Kisbér. Császár ist flächenmäßig die größte Gemeinde des Kreises. Auf dem Gemeindegebiet befinden sich mehrere Seen. Nachbargemeinden sind Ete, Csép, Szákszend, Bokod, Pusztavám, Mór und Vérteskethely.

## Geschichte
Zahlreiche archäologische Funde zeigen, dass schon seit langer Zeit in der Gegend Menschen gewohnt haben. Es wurden Relikte aus verschiedenen Epochen, angefangen von der Steinzeit wie aus der Zeit der Römer und Awaren ausgegraben. Der Name Császár wurde 1233 erstmalig schriftlich in einer Urkunde erwähnt. Im 19. Jahrhundert wurde der Ort von mehreren Katastrophen heimgesucht. 1819 gab es Schäden durch ein Erdbeben und 1843 und 1861 große Zerstörungen durch Brände. Im Jahr 1913 gab es in der damaligen Großgemeinde 462 Häuser und 2373 Einwohner auf einer Fläche von 11.786 Katastraljochen. Sie gehörte zu dieser Zeit zum Bezirk Gesztes im Komitat Komárom. Viele Bewohner sind in der Forst- und Landwirtschaft tätig. Eine wichtige Rolle spielt zudem der Weinbau und die Weinerzeugung, die eine lange Tradition haben. Es gibt zahlreiche Presshäuser und Weinkeller.

## Sehenswürdigkeiten
- Ferenc-Wohlmuth-Statue
- Kruzifix
- Reformierte Kirche, 1748 erbaut, 1785 erweitert und umgebaut, 1798 wurde der Turm hinzugefügt
- Römisch-katholische Kirche Szent Péter és Pál, 1771–1775 nach Plänen von Jakab Fellner erbaut, nach einem Erdbeben im Jahr 1823 wurde der Turm restauriert
- Weltkriegsdenkmal

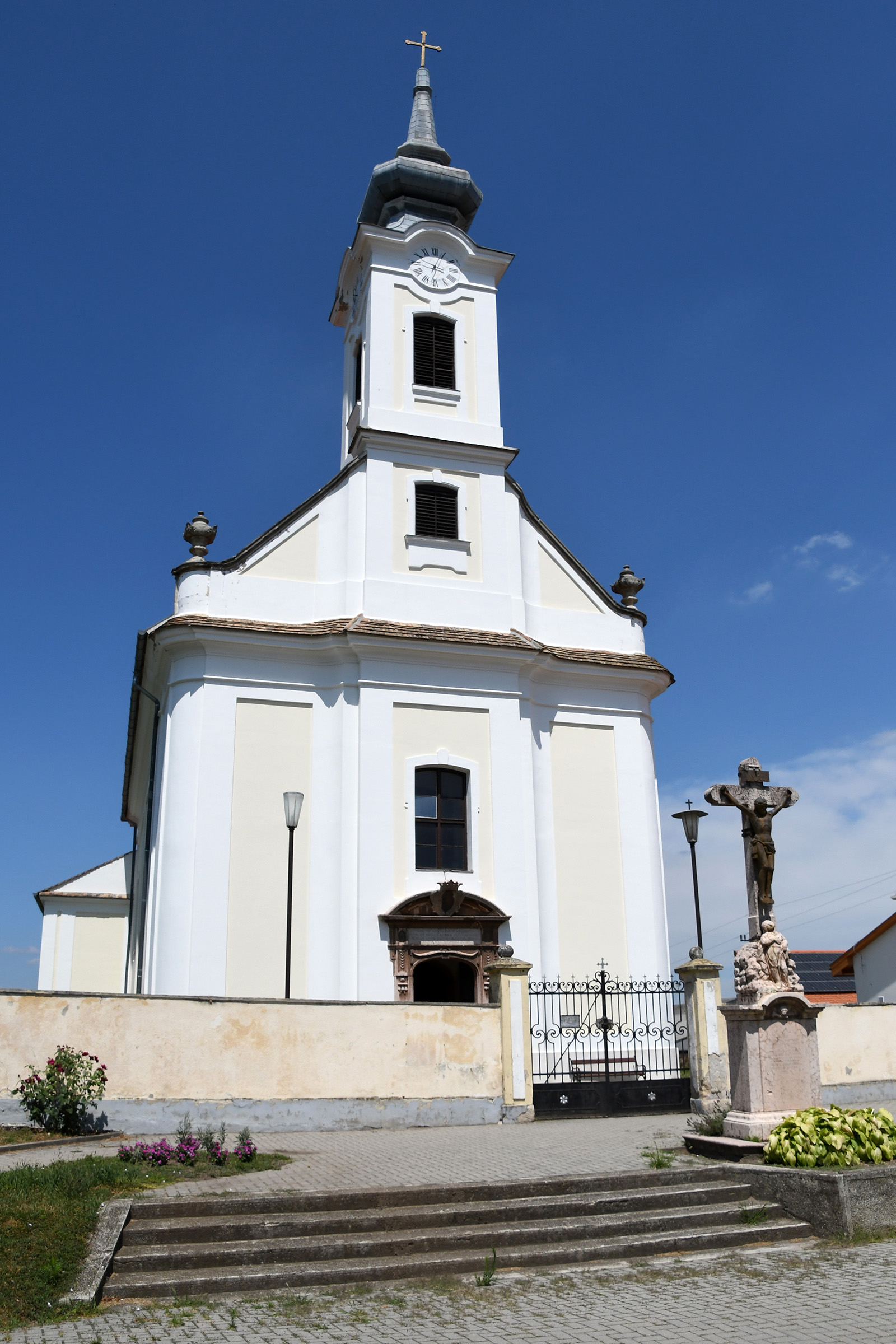
Römisch-katholische Kirche Szent Péter és Pál mit Kruzifix
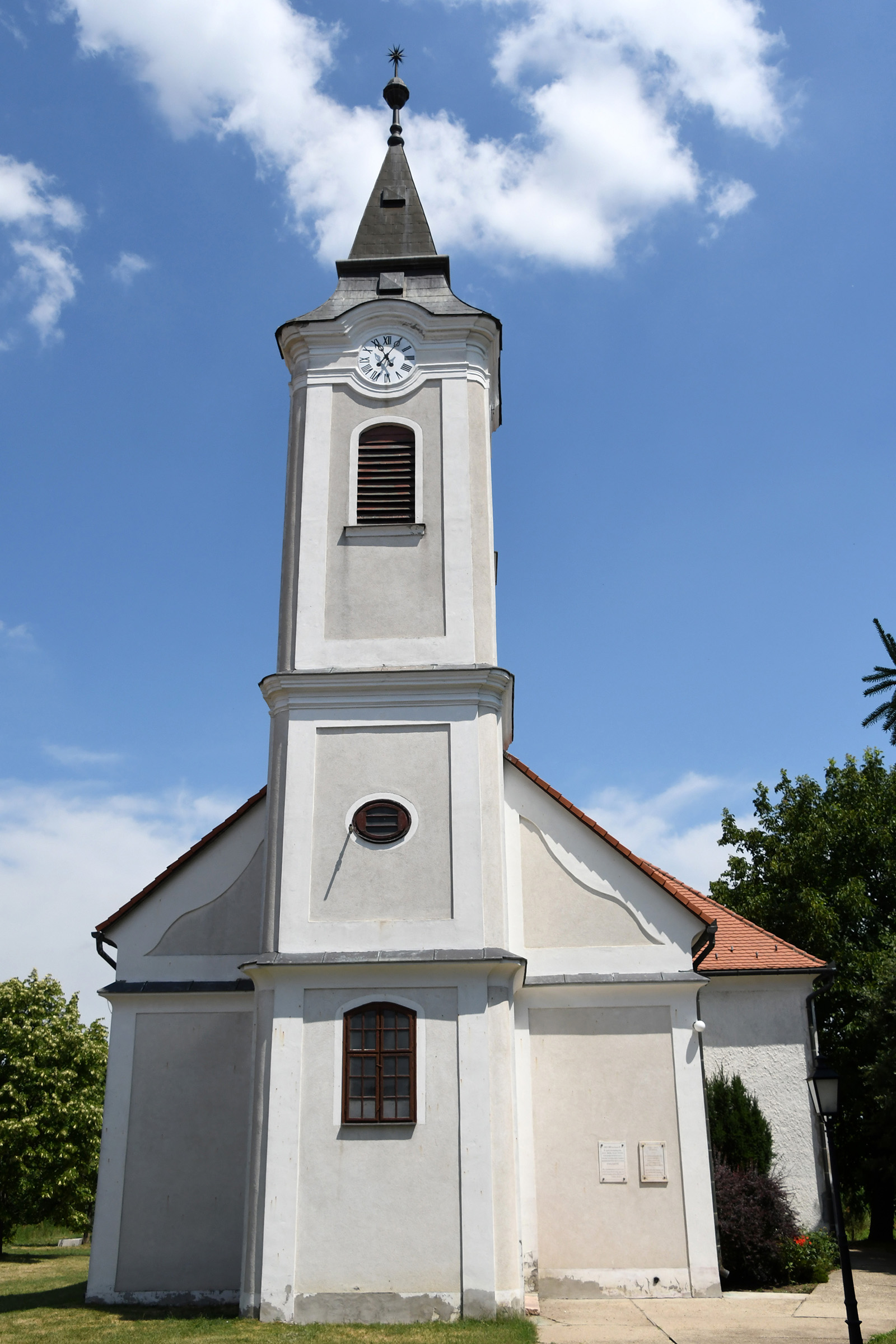
Reformierte Kirche
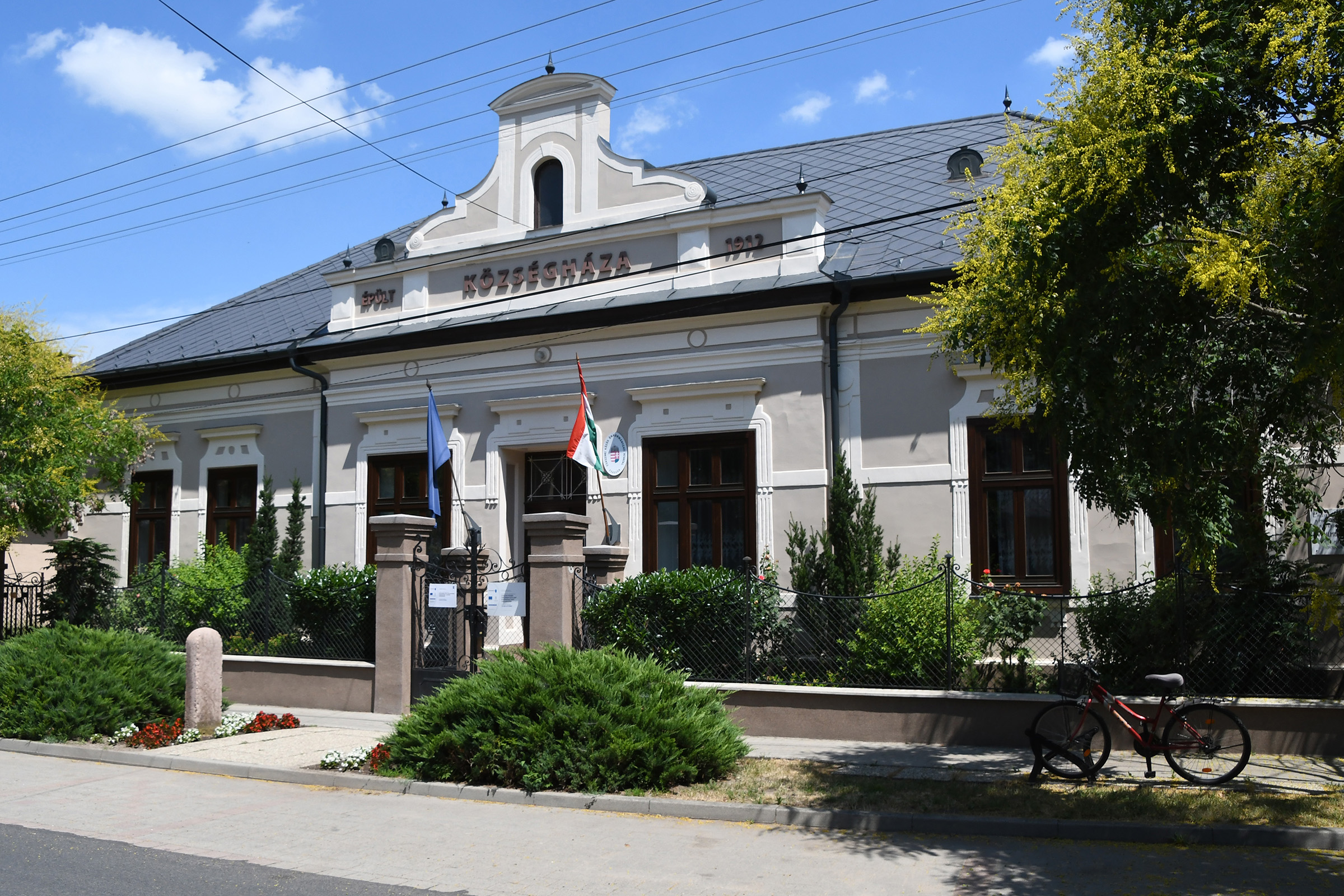
Gemeindeverwaltung
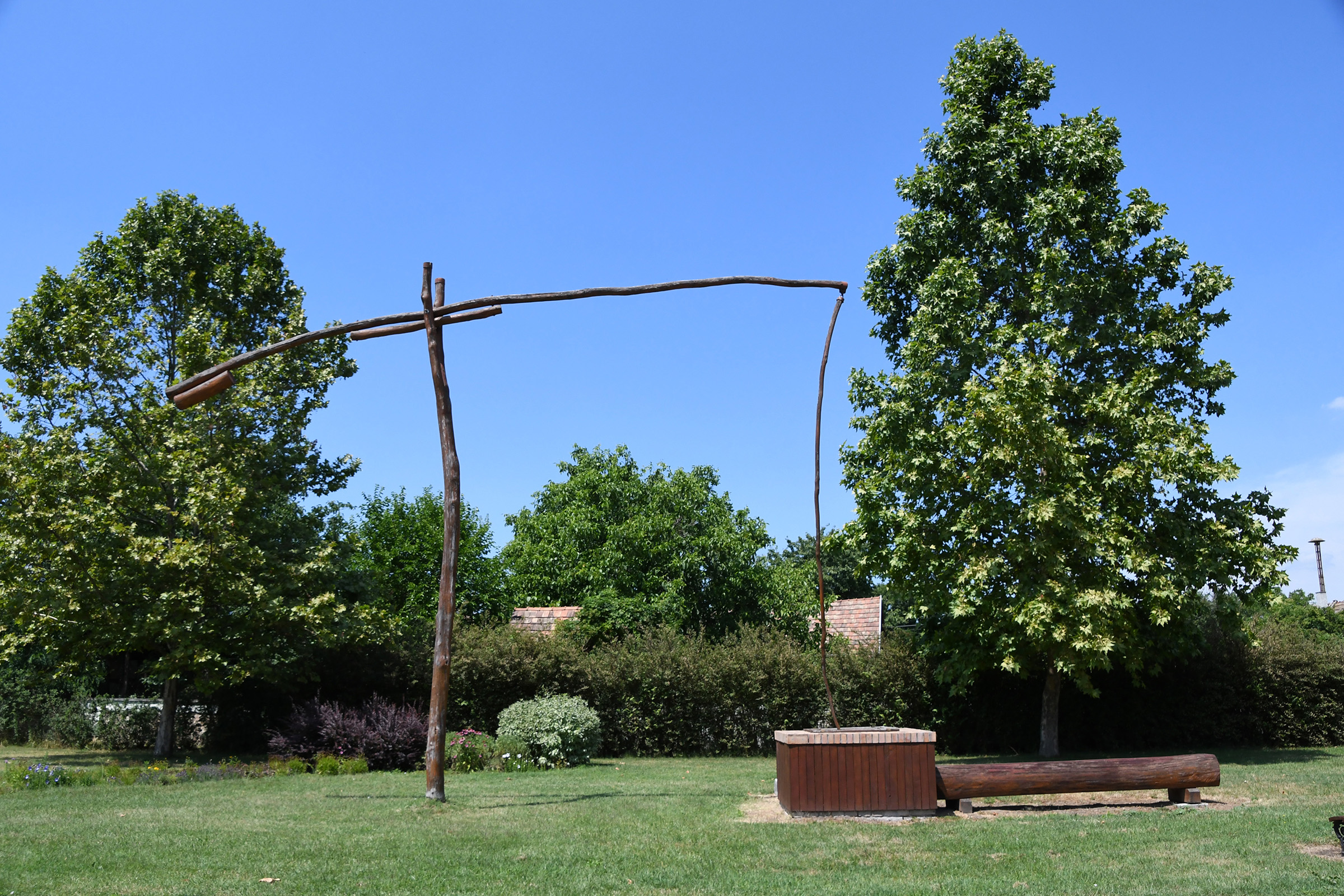
Ziehbrunnen im Park
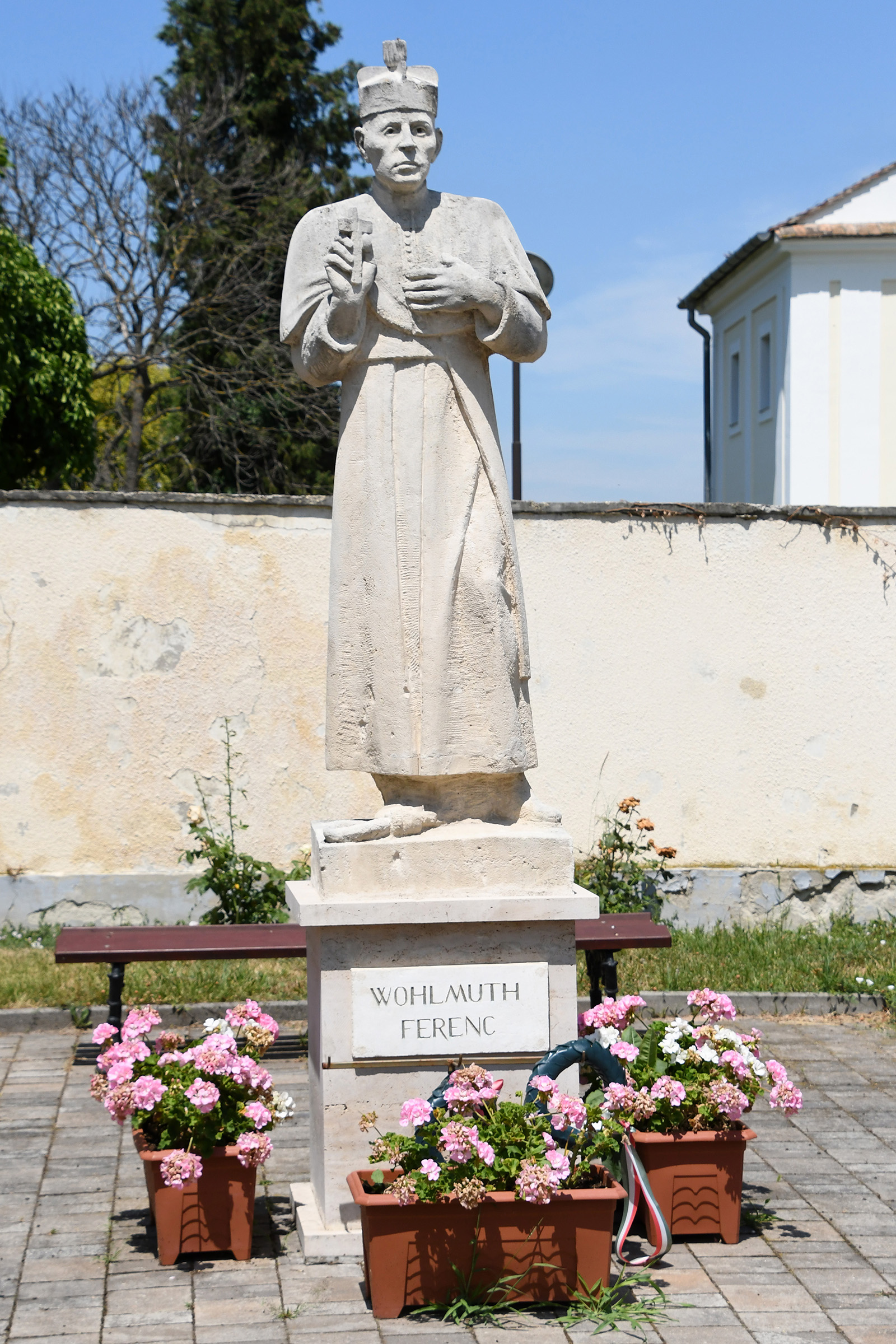
Ferenc-Wohlmuth-Statue
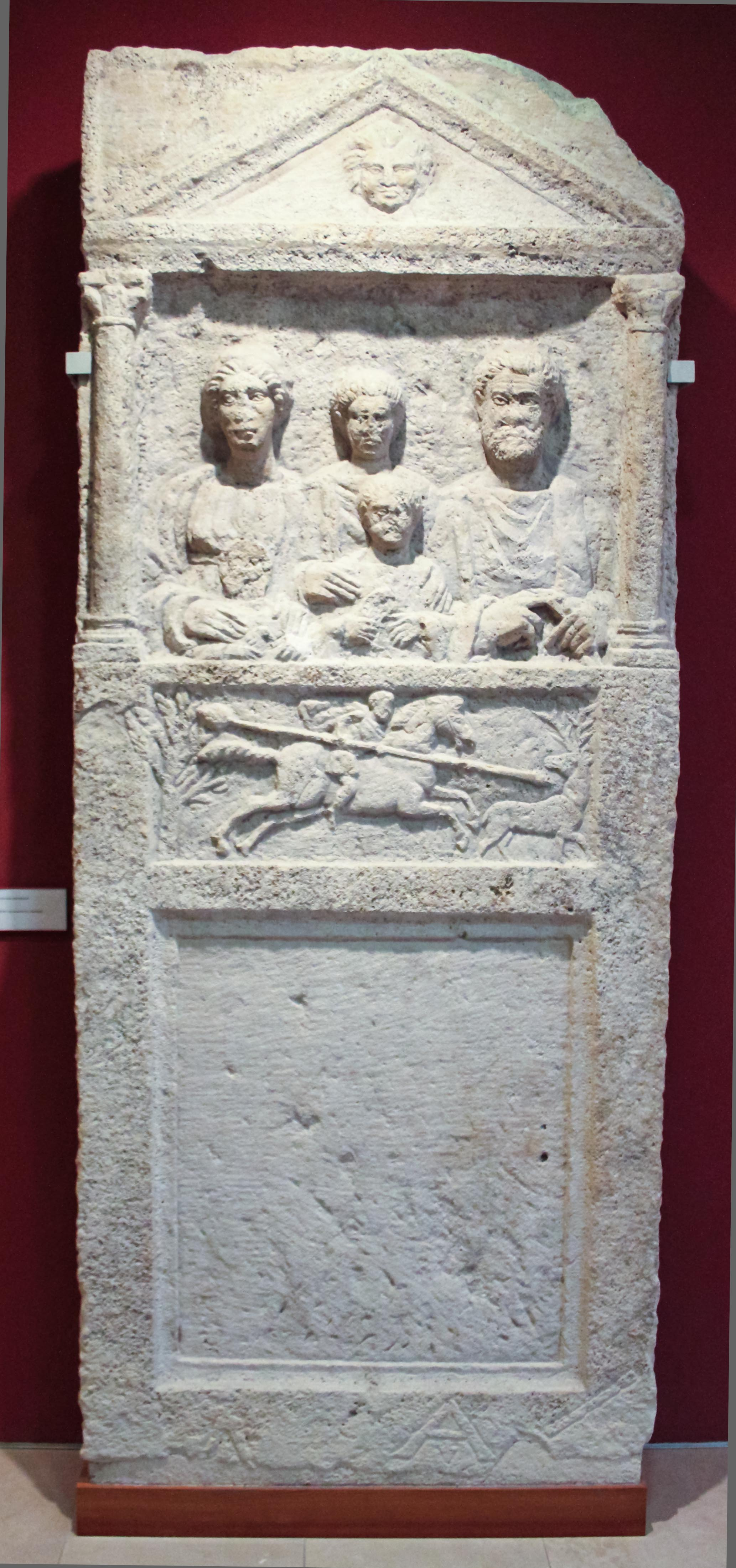
Römischer Grabstein einer Familie mit einem Hirschjäger

## Verkehr
Durch Császár verläuft die Landstraße Nr. 8135. Es bestehen Busverbindungen über Vérteskethely nach Kisbér, über Bokod nach Oroszlány sowie über Kömlőd und Környe nach Tatabánya. Der nächstgelegene Bahnhof befindet sich in Kisbér.